# Péter Besenyei

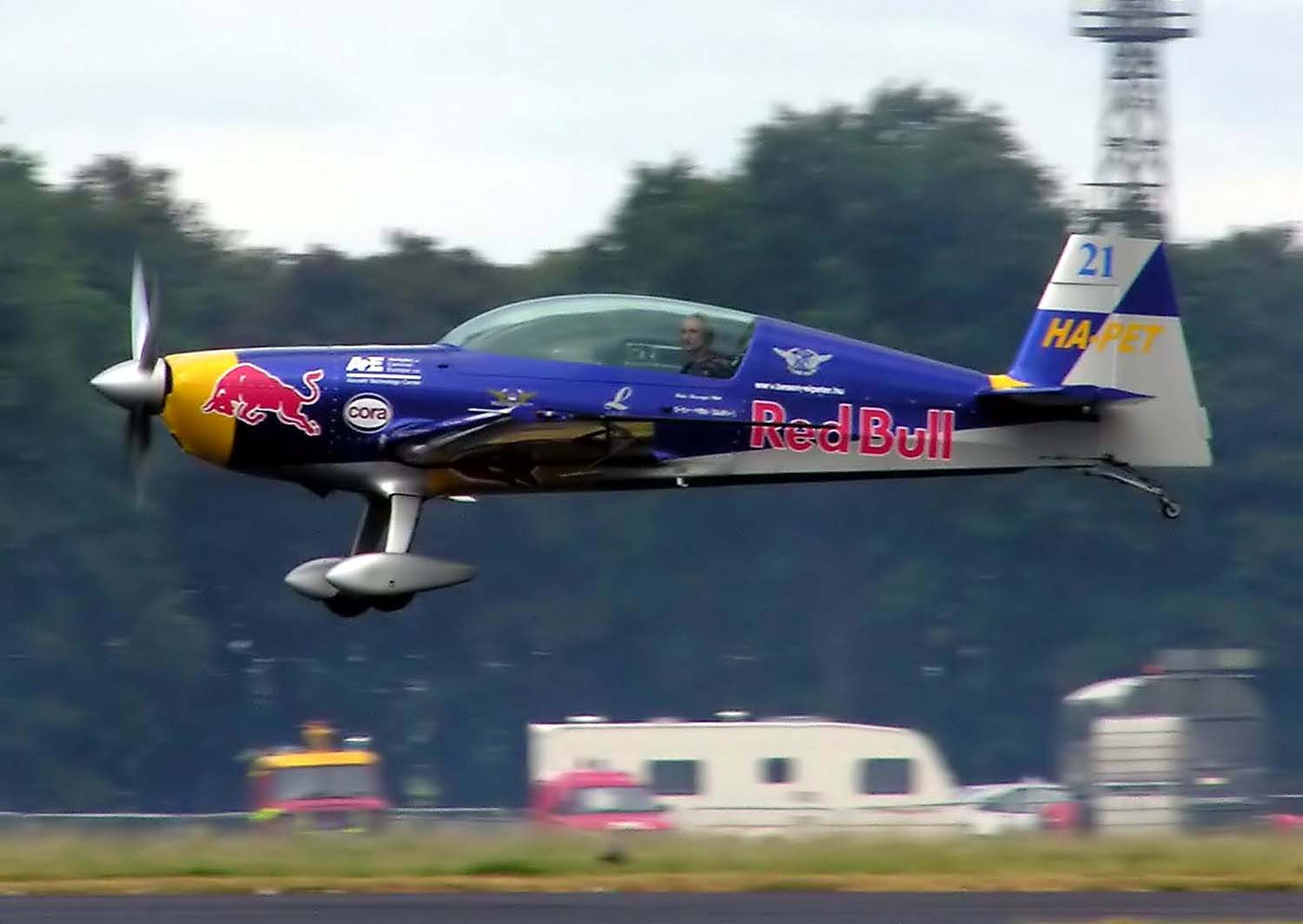
Péter Besenyei i sin Extra 300 vid Red Bull Air Race 2004 i England.

Péter Besenyei, född 8 juni 1956 i Körmend, är en ungersk konstflygningspilot.
Med två världsmästartitlar och en lång rad andra internationella framgångar betraktas han som en av de bästa konstflygarna i världen. Han är även upphovaman till tävlingen Red Bull Air Race i vilken han själv deltar.
Besenyei föddes 1956 i ungerska Körmend. Även om hans föräldrar var emot det så började han vid 15 års ålder med segelflyg. Redan 5 år senare var han med i sin första konstflygningstävling med motorflygplan.
Besenyei blev känd mer offentligt när han utförde olika stunts med flygplan. I Kina 1999 flög han som första människa igenom ett hål som uppstått naturligt. 2001 var han den första människan att flyga under Széchenyi-bron i Budapest. Vid båda stuntsen flög han först igenom i normalt läge för att flyga tillbaka med planet i ryggläge.

## Största framgångar
- Ungersk mästare: 1986 till 1993
- Europamästare: 1995
- World Grand Prix Champion: 1996, 1997, 1998
- Världsmästare: 1994 och 2000